# Megesheim
Megesheim (Rieserisch: Mechesa) ist eine Gemeinde im schwäbischen Landkreis Donau-Ries. Sie ist Mitglied der Verwaltungsgemeinschaft Oettingen in Bayern.

## Geografie
Die Gemeinde liegt in der Planungsregion Augsburg am Nordrand des Rieses, der gleichnamige Hauptort etwa vier Kilometer südöstlich der Stadt Oettingen. Nördlich fließt der Gänsbach vorbei, der 2,5 km weiter westlich in die Wörnitz mündet. Südlich entspringt der Bächlesgraben, der kurz vor dessen Mündung dem Gänsbach zufließt. Die Staatsstraße 2214 durchquert Gemeinde und Ort und führt nach Öttingen zur Bundesstraße 466.
Megesheim hat drei Gemeindeteile (in Klammern ist der Siedlungstyp angegeben):
- Lerchenbühl (Weiler)
- Megesheim (Pfarrdorf)
- Unterappenberg (Weiler)

Es gibt nur die Gemarkung Megesheim.

## Geschichte

### Bis zur Gemeindegründung
Megesheim entstand aus einem alemannischen Hof. Es wurde 893 zum ersten Mal urkundlich erwähnt. 
Im 12. Jahrhundert wurde die Pfarrkirche den Heiligen St. Luzia und St. Ottilie geweiht, 1729 erhielt sie das Langhaus.
1422 kam der Ort an die Grafschaft Oettingen. Weitere Grundherren waren der Deutsche Orden mit der Kommende Oettingen, das Domkapitel von Eichstätt und die Markgrafen von Ansbach (seit 1792 Preußen). Während der Oettinger Teil zum Schwäbischen Reichskreis gehörte, waren die anderen Institutionen Teil des Fränkischen Reichskreises. 1803 übernahm Preußen Megesheim vollständig. Mit der Rheinbundakte 1806 kam der Ort zu Bayern. Im Zuge der Verwaltungsreformen im Königreich Bayern entstand mit dem Gemeindeedikt von 1818 die politische Gemeinde.
In der Zeit von 1962 bis 1965 wurde die Flurbereinigung durchgeführt. Am Südrand des Dorfes bei der St.-Anna-Kapelle wurde ein neuer Friedhof angelegt.

### Einwohnerentwicklung
Zwischen 1988 und 2018 wuchs die Gemeinde von 767 auf 817 Einwohner bzw. um 6,5 %.
- 1961: 685 Einwohner
- 1970: 768 Einwohner
- 1987: 753 Einwohner
- 1991: 825 Einwohner
- 1995: 862 Einwohner
- 2000: 871 Einwohner
- 2005: 883 Einwohner
- 2010: 858 Einwohner
- 2015: 848 Einwohner

## Politik
Erster Bürgermeister ist Karl Kolb (CSU/Freie Wählervereinigung) seit 20. September 2004; er wurde 2008, 2014 und 2020 jeweils wieder gewählt.
Der Gemeinderat besteht in der Amtszeit 2020–2026 (Wahl vom 15. März 2020) aus dem ersten Bürgermeister und acht Gemeinderäten, die alle auf der Liste „CSU/Freie Wählervereinigung“ kandidierten.

## Bau- und Bodendenkmäler

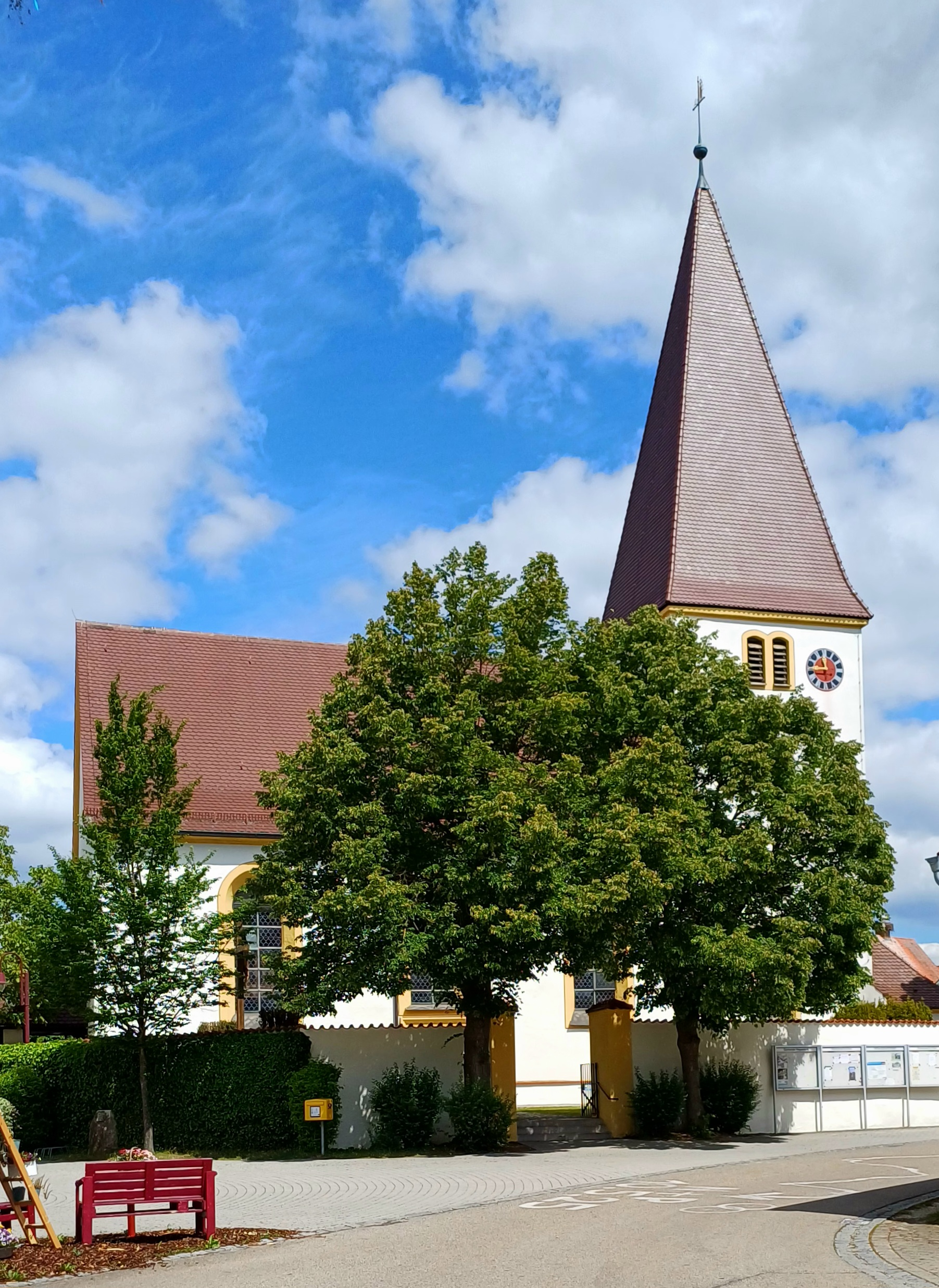
St. Lucia und Ottilia in Megesheim

## Wappen
| Wappen Gde. Megesheim | Blasonierung: „Gespalten von Rot und Silber; vorne ein silberner Bischofsstab, hinten ein durchgehendes schwarzes Kreuz“ |
| Wappen Gde. Megesheim | |

## Wirtschaft und Infrastruktur

### Wirtschaft einschließlich Land- und Forstwirtschaft
Nach der amtlichen Statistik gab es 2017 in der Gemeinde 45 sozialversicherungspflichtig Beschäftigte. Von der Wohnbevölkerung standen 378 Personen in einem versicherungspflichtigen Arbeitsverhältnis. Die Zahl der Auspendler war damit um 333 Personen höher als die der Einpendler. Vier Einwohner waren arbeitslos.
Im Jahr 2016 bestanden 29 landwirtschaftliche Betriebe. Vom Gemeindegebiet waren 842 ha landwirtschaftlich genutzt, davon waren 669 ha Ackerfläche und 173 ha Dauergrünfläche.

### Bildung
2018 gab es folgende Einrichtungen:
- Eine Kindertagesstätte mit 40 Kindergartenplätze und 39 Kindern
- Eine Volksschule mit sieben Lehrern, fünf Klassen und 98 Schülern